# جون فوي
جون فوي (بالإنجليزية: John Foy)‏ هو عداء مراثوني أمريكي، ولد في 26 مارس 1882 في Cootehill ‏ في جمهورية أيرلندا، وتوفي في 10 فبراير 1960 في كوينز في الولايات المتحدة.

## وصلات خارجية
- جون فوي على موقع أوليمبيديا (الإنجليزية)